# 2-я Продольная магистраль
2-я Продо́льная магистра́ль или просто 2-я Продо́льная — улица в Волгограде. Одна из длиннейших улиц России, длина её превышает 50 километров. Улица не имеет официального статуса — в разных районах города её участки носят различное название.

## История
После Сталинградской битвы дорожное хозяйство города было разрушено. Дорожная сеть в основном была восстановлена к середине 1950-х годов.
В середине 1970-х годов завершилось строительство автомобильных дорог «Волгоград — Москва», «Волгоград — Саратов», «Волгоград — Ростов-на-Дону». В эти же годы было завершено строительство 2-й продольной магистрали в Волгограде и начато строительство 3-й продольной, изначально планируемой в качестве транзитной магистрали. На данный момент 3-я продольная магистраль проходит через северную часть города, через Тракторозаводской, Краснооктябрьский и Ворошиловский районы, заканчиваясь на пересечении с улицей Неждановой, фактически заставляя 2-ю продольную выполнять функции транзитной дороги. Достройка 3-й продольной должна завершиться к 2024 году.

## Название
Название улицы связано с тем, что она проходит Волгоград вдоль, соединяя наиболее удалённые друг от друга части города. В Волгограде, в данный момент, существует четыре продольных магистрали. Нумерация осуществляется от Волги. В 2017 году была открыта для движения нулевая продольная, проходящая в непосредственной близости от берега Волги. Несмотря на отсутствие официального статуса продольные магистрали упоминаются в Генеральном плане Волгограда и в Стратегии социально-экономического развития Волгоградской области.

## Описание
Вторая продольная магистраль разграничена на несколько более коротких. Начинается на трассе Р-228, проходит по Тракторозаводскому (улица Шурухина, улица Ополченская) и Краснооктябрьского району (улица имени Маршала Ерёменко, улица Лермонтова), огибает с запада Мамаев курган и выходит на улицу имени Маршала Рокоссовского (Центральный район города), пересекает реку Царицу, далее идёт по Ворошиловскому району (Череповецкая улица), Советскому району (проспект Университетский), Кировскому району (улица имени 64-й Армии, улица Колосовая, улица Лимоновая, улица Рославльская, улица Песчаная, улица Лазоревая) отсюда выход на трассу Каспий и Красноармейскому району (проспект Героев Сталинграда, улица 40 лет ВЛКСМ) и далее продолжается трассой М6 «Каспий».
Выезд на «Танцующий мост» через Волгу возможен только со 2-й продольной до завершения строительства моста.

## Общественный транспорт
Через вторую продольную проходят линии различных маршрутов автобусов и троллейбусов.